# De Gouden 200
De Gouden 200 was de eindejaarslijst die ieder jaar opgesteld werd door de Vlaamse radiozender Radio 2. De luisteraars konden hiervoor via het internet stemmen.
De Gouden 200 werd georganiseerd tussen 2004 en 2006 en werd uitgezonden op 26 december. In 2007 werd ze vervangen door 1000 Klassiekers.

## Archief (Top 5)

### 2004
- 1. Queen met Bohemian Rhapsody
- 2. Bryan Adams met Summer of '69
- 3. John Lennon met Imagine
- 4. Deep Purple met Child in Time
- 5. Meat Loaf met Paradise by the Dashboard Light

### 2005
- 1. Queen met Bohemian Rhapsody
- 2. Deep Purple met Child in Time
- 3. Bryan Adams met Summer of '69
- 4. John Lennon met Imagine
- 5. Ann Christy met De roos

### 2006
- 1. Ann Christy met De Roos
- 2. Queen met Bohemian Rhapsody
- 3. ABBA met Dancing Queen
- 4. Bryan Adams met Summer of '69
- 5. Barry White met You're the First, the Last, My Everything

## De presentatoren

### 2004
- Dieter Vandepitte
- Peter Verhulst
- Christel Van Dijck
- Lars De Groote
- Guy De Pré

### 2005
- Wouter Landuyt
- Lars De Groote
- Peter Verhulst
- Guy De Pré

### 2006
- Peter Verhulst
- Dieter Vandepitte
- Vanessa Vanhove
- Lars De Groote
- Guy De Pré